# 松葉町 (所沢市)
松葉町（まつばちょう）は、埼玉県所沢市の町名。郵便番号は359-0044。

## 地理
西武新宿線新所沢駅東口に隣接する比較的狭小な地域で住居表示に○丁目などの区分は無い。北で美原町、南東で弥生町、西で緑町、北西で北所沢町と隣接する。南側の泉町、東側の並木とは直接隣接はしていない。駅前バス通り沿いを中心に、新所沢東口駅前商店街が広がっている。また近年、新所沢駅東入口交差点は隣の航空公園駅前交差点と同様、歩行者の安全確保のためスクランブル交差点化されている。

## 歴史
- 1965年（昭和40年）4月1日 - 住居表示実施により大字上新井の一部が分離し、西所沢・宮本町1丁目・榎町・松葉町となる[4]。
- 1977年（昭和52年）9月29日 - 台風11号の影響で砂川堀が氾濫、美原町・松葉町が浸水被害となる[5]。

## 世帯数と人口
2017年（平成29年）9月30日現在の世帯数と人口は以下の通りである。
| 町丁   | 世帯数    | 人口    |
| ------ | --------- | ------- |
| 松葉町 | 1,323世帯 | 2,143人 |

## 小・中学校の学区
市立小・中学校に通う場合、学区は以下の通りとなる。
| 番地 | 小学校             | 中学校             |
| ---- | ------------------ | ------------------ |
| 全域 | 所沢市立美原小学校 | 所沢市立美原中学校 |

## 交通

### 鉄道
- 西武鉄道西武新宿線新所沢駅 - 駅敷地は当地には属さないが東口側駅前の大部分が当地に属する。

### 道路
交差点
- 「新所沢駅東口入口」交差点

## 施設
- 新所沢駅前交番
- 武蔵野銀行新所沢支店
- 西武調理師アート専門学校
- 実践倫理会館

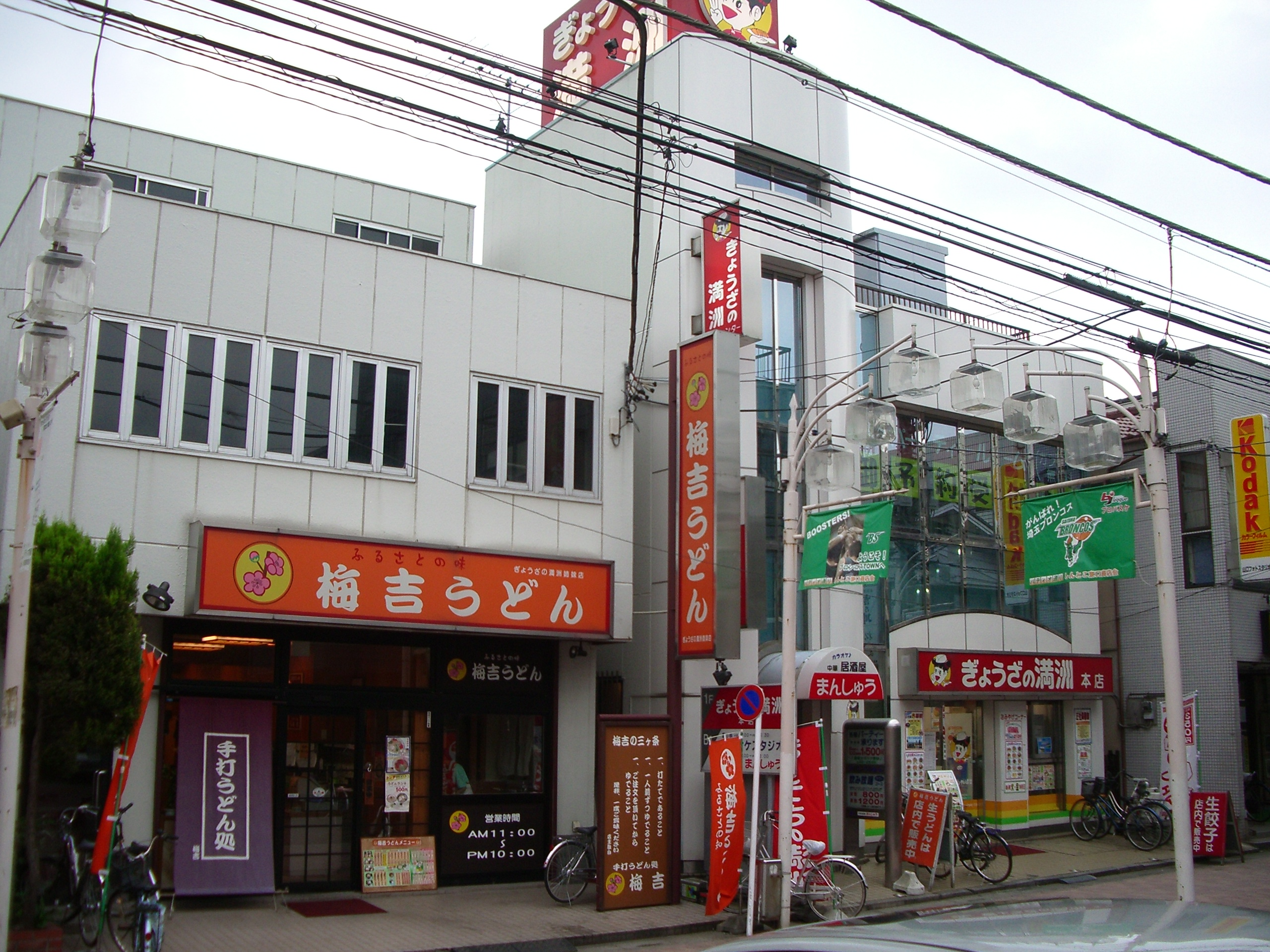
ぎょうざの満洲本店（パティオ通り）

- ぎょうざの満洲本店 - ぎょうざの満洲旧本社

※駅ビルの住所は緑町